# Kūchenān
Kūchenān (persiska: كوچنان) är en ort i Iran.   Den ligger i provinsen Qazvin, i den norra delen av landet, 120 km nordväst om huvudstaden Teheran. Kūchenān ligger 1 728 meter över havet och antalet invånare är 276.
Terrängen runt Kūchenān är bergig norrut, men söderut är den kuperad.Runt Kūchenān är det ganska tätbefolkat, med 108 invånare per kvadratkilometer. Närmaste större samhälle är Mo'allem Kalāyeh, 5,7 km sydväst om Kūchenān. Trakten runt Kūchenān består i huvudsak av gräsmarker.